# 元因數
在數學上，元因數（unitary divisor）是指一種特殊的因數。若一整數a是另一整數b的因數，且a和{\displaystyle {\frac {b}{a}}}互質，則整數a為整數b的元因數。
元因數的概念是來自Ramaswamy S. Vaidyanathaswamy (1931)，他當時用的名稱是block divisor。

## 例子
以60為例，5和{\displaystyle {\frac {60}{5}}=12}互質，因此5是整數60的元因數。
而6和{\displaystyle {\frac {60}{6}}=10}不互質，因此6不是整數60的元因數，

## 元因數和
一數字的元因數和函數可以用小寫希臘字母表示σ*(n)。元因數k次方和的函數則表示為σ*k(n)：
{\displaystyle \sigma _{k}^{*}(n)=\sum _{d\,\mid \,n \atop \gcd(d,\,n/d)=1}\!\!d^{k}.}
此函數為積性函數，若小於某一數的元因數和等於該數字，則此數字為元完全數。
若數字n的2的幂（包括1），其元因數和為奇數，其他數字的元因數和均為偶數。

## 性質
1是所有數字的元因數。
n的每個因數都是其元因數，若且唯若n是无平方因子数。

## 外部連結
- 埃里克·韦斯坦因. . MathWorld.
- OEIS sequences: A034444 is σ0(n). A034448 is σ1(n). A034676 up to A034682 are σ2(n) to σ8(n).

A068068 is σ(o)*0(n).
A192066 is σ(o)*1(n).